# Lettország az 1996. évi nyári olimpiai játékokon
Lettország az egyesült államokbeli Atlantában megrendezett 1996. évi nyári olimpiai játékok egyik részt vevő nemzete volt. Az országot az olimpián 12 sportágban 47 sportoló képviselte, akik összesen 1 érmet szereztek.

## Érmesek
| Érem  | Versenyző         | Sportág    | Versenyszám             |
| ----- | ----------------- | ---------- | ----------------------- |
| Ezüst | Ivans Klementjevs | Kajak-kenu | Férfi kenu egyes 1000 m |

## Atlétika
Férfi
| Versenyző             | Versenyszám     | Előfutam | Előfutam | Előfutam | Negyeddöntő | Negyeddöntő | Negyeddöntő | Elődöntő | Elődöntő | Elődöntő | Döntő   | Döntő    |
| Versenyző             | Versenyszám     | Idő      | Hely.    | Össz.    | Idő         | Hely.       | Össz.       | Idő      | Hely.    | Össz.    | Idő     | Helyezés |
| --------------------- | --------------- | -------- | -------- | -------- | ----------- | ----------- | ----------- | -------- | -------- | -------- | ------- | -------- |
| Sergejs Inšakovs      | 100 m           | 10,42    | 5.       | 45.*     | kiesett     | kiesett     | kiesett     | kiesett  | kiesett  | kiesett  | kiesett | kiesett  |
| Sergejs Inšakovs      | 200 m           | 20,41    | 2.       | 4.*      | 20,58       | 4.          | 15.         | 20,48    | 7.       | 11.      | kiesett | kiesett  |
| Einārs Tupurītis      | 800 m           | 1:45,88  | 2.       | 11.      |             |             |             | 1:46,41  | 4.       | 11.*     | kiesett | kiesett  |
| Aleksandrs Prokopčuks | Maraton         |          |          |          |             |             |             |          |          |          | 2:21:50 | 51.      |
| Igors Kazanovs        | 110 m gát       | 13,74    | 4.       | 27.***   | 13,42       | 3.          | 8.          | 14,13    | 7.       | 16.      | kiesett | kiesett  |
| Guntis Peders         | 110 m gát       | 13,72    | 3.       | 25.*     | 13,59       | 5.          | 19.         | kiesett  | kiesett  | kiesett  | kiesett | kiesett  |
| Egīls Tēbelis         | 400 m gát       | 50,73    | 4.       | 42.      |             |             |             | kiesett  | kiesett  | kiesett  | kiesett | kiesett  |
| Aigars Fadejevs       | 20 km gyaloglás |          |          |          |             |             |             |          |          |          | 1:20:47 | 6.       |
| Modris Liepiņš        | 50 km gyaloglás |          |          |          |             |             |             |          |          |          | 4:01:12 | 23.      |

| Versenyző            | Versenyszám | Selejtező | Selejtező | Döntő    | Döntő    |
| Versenyző            | Versenyszám | Eredmény  | Helyezés  | Eredmény | Helyezés |
| -------------------- | ----------- | --------- | --------- | -------- | -------- |
| Aleksandrs Obižajevs | Rúdugrás    | 540 cm    | 27.       | kiesett  | kiesett  |

| Versenyző   | Versenyszám | 100 m | 100 m | Távolugrás | Távolugrás | Súlylökés | Súlylökés | Magasugrás | Magasugrás | 400 m | 400 m | 110 m gát | 110 m gát | Diszkoszvetés | Diszkoszvetés | Rúdugrás | Rúdugrás | Gerelyhajítás | Gerelyhajítás | 1500 m  | 1500 m | Végeredmény | Végeredmény |
| Versenyző   | Versenyszám | Idő   | Pont  | Eredmény   | Pont       | Eredmény  | Pont      | Eredmény   | Pont       | Idő   | Pont  | Idő       | Pont      | Eredmény      | Pont          | Eredmény | Pont     | Eredmény      | Pont          | Idő     | Pont   | Pont        | Helyezés    |
| ----------- | ----------- | ----- | ----- | ---------- | ---------- | --------- | --------- | ---------- | ---------- | ----- | ----- | --------- | --------- | ------------- | ------------- | -------- | -------- | ------------- | ------------- | ------- | ------ | ----------- | ----------- |
| Rojs Piziks | Tízpróba    | 11,40 | 774   | 686 cm     | 781        | 14,60 m   | 765       | 216 cm     | 953        | 51,48 | 748   | 15,20     | 825       | 45,90 m       | 785           | 500 cm   | 910      | 58,40 m       | 714           | 4:30,88 | 739    | 7994        | 23.         |

Női
| Versenyző                 | Versenyszám     | Előfutam | Előfutam | Előfutam | Elődöntő | Elődöntő | Elődöntő | Döntő   | Döntő    |
| Versenyző                 | Versenyszám     | Idő      | Hely.    | Össz.    | Idő      | Hely.    | Össz.    | Idő     | Helyezés |
| ------------------------- | --------------- | -------- | -------- | -------- | -------- | -------- | -------- | ------- | -------- |
| Jeļena Čelnova-Prokopčuka | 5000 m          | 15:59,00 | 13.      | 36.      |          |          |          | kiesett | kiesett  |
| Lana Jēkabsone            | 400 m gát       | 56,18    | 5.       | 18.      | kiesett  | kiesett  | kiesett  | kiesett | kiesett  |
| Anita Liepiņa             | 10 km gyaloglás |          |          |          |          |          |          | 45:35   | 22.      |

| Versenyző          | Versenyszám | Selejtező | Selejtező | Döntő    | Döntő    |
| Versenyző          | Versenyszám | Eredmény  | Helyezés  | Eredmény | Helyezés |
| ------------------ | ----------- | --------- | --------- | -------- | -------- |
| Valentīna Gotovska | Távolugrás  | 608 cm    | 27.       | kiesett  | kiesett  |
| Jeļena Blaževiča   | Hármasugrás | 14,24 m   | 10.       | 14,12 m  | 8.       |
| Gundega Sproģe     | Hármasugrás | 13,67 m   | 18.       | kiesett  | kiesett  |

* - egy másik versenyzővel azonos eredményt ért elbr>
*** - három másik versenyzővel azonos eredményt ért el<

## Birkózás
Kötöttfogású
| Versenyző      | Versenyszám | 32-es főtábla                   | Nyolcaddöntő             | Negyeddöntő       | Elődöntő          | Vigaszág 2. kör   | Vigaszág 3. kör                      | Vigaszág 4. kör             | Vigaszág 5. kör   | Vigaszág 6. kör   | Bronz- mérkőzés   | Döntő             | Helyezés |
| Versenyző      | Versenyszám | Ellenfél Eredmény               | Ellenfél Eredmény        | Ellenfél Eredmény | Ellenfél Eredmény | Ellenfél Eredmény | Ellenfél Eredmény                    | Ellenfél Eredmény           | Ellenfél Eredmény | Ellenfél Eredmény | Ellenfél Eredmény | Ellenfél Eredmény | Helyezés |
| -------------- | ----------- | ------------------------------- | ------------------------ | ----------------- | ----------------- | ----------------- | ------------------------------------ | --------------------------- | ----------------- | ----------------- | ----------------- | ----------------- | -------- |
| Aigars Jansons | 57 kg       | Stanisław Pawłowski (POL) · 4–3 | Sheng Zetian (CHN) · 1–7 |                   |                   |                   | Pak Cshiho (Park Chi-Ho) (KOR) · 9–2 | Ruszlan Hakimov (UKR) · 4–9 | kiesett           | kiesett           | kiesett           |                   | 9.       |

## Evezés
Férfi
| Versenyző                      | Versenyszám  | Előfutam | Előfutam | 1. vigaszág | 1. vigaszág | 2. vigaszág | 2. vigaszág | Elődöntő | Elődöntő | Elődöntő | Döntő | Döntő   | Döntő | Helyezés |
| Versenyző                      | Versenyszám  | Idő      | Hely.    | Idő         | Hely.       | Idő         | Hely.       | Típus    | Idő      | Hely.    | Típus | Idő     | Hely. | Helyezés |
| ------------------------------ | ------------ | -------- | -------- | ----------- | ----------- | ----------- | ----------- | -------- | -------- | -------- | ----- | ------- | ----- | -------- |
| Uģis Lasmanis Andris Reinholds | Kétpárevezős | 6:52,80  | 2.       | 6:51,19     | 1.          |             |             | A/B      | 6:40,38  | 5.       | B     | 6:20,82 | 3.    | 9.       |

Női
| Versenyző                   | Versenyszám  | Előfutam | Előfutam | Vigaszág | Vigaszág | Elődöntő | Elődöntő | Elődöntő | Döntő | Döntő   | Döntő | Helyezés |
| Versenyző                   | Versenyszám  | Idő      | Hely.    | Idő      | Hely.    | Típus    | Idő      | Hely.    | Típus | Idő     | Hely. | Helyezés |
| --------------------------- | ------------ | -------- | -------- | -------- | -------- | -------- | -------- | -------- | ----- | ------- | ----- | -------- |
| Sanita Ozoliņa Liene Lutere | Kétpárevezős | 7:36,18  | 4.       | 7:48,02  | 2.       | A/B      | 7:32,00  | 6.       | B     | 7:06,47 | 5.    | 11.      |

## Kajak-kenu

### Síkvízi
Férfi
| Versenyző         | Versenyszám       | Előfutam | Előfutam | Előfutam | Elődöntő | Elődöntő | Elődöntő | Döntő    | Döntő    |
| Versenyző         | Versenyszám       | Idő      | Hely.    | Össz.    | Idő      | Hely.    | Össz.    | Idő      | Helyezés |
| ----------------- | ----------------- | -------- | -------- | -------- | -------- | -------- | -------- | -------- | -------- |
| Ivans Klementjevs | Kenu egyes 1000 m | 4:24,678 | 3.       | 4.       | 4:10,455 | 1.       | 1.       | 3:54,954 |          |

### Szlalom
| Versenyző     | Versenyszám       | Döntő         | Döntő         | Döntő    | Döntő    | Döntő         | Döntő         |
| Versenyző     | Versenyszám       | 1. futam      | 1. futam      | 2. futam | 2. futam | Jobb eredmény | Jobb eredmény |
| Versenyző     | Versenyszám       | Pont          | Hely.         | Pont     | Hely.    | Pont          | Helyezés      |
| ------------- | ----------------- | ------------- | ------------- | -------- | -------- | ------------- | ------------- |
| Aldis Kļaviņš | Férfi kajak egyes | 166,08        | 25.           | 152,67   | 15.      | 152,67        | 21.           |
| Dzintra Blūma | Női kajak egyes   | nem ért célba | nem ért célba | 372,81   | 28.      | 372,81        | 30.           |

## Kerékpározás

### Országúti kerékpározás
Férfi
| Versenyző         | Versenyszám   | Idő             | Helyezés |
| ----------------- | ------------- | --------------- | -------- |
| Arvis Piziks      | Mezőnyverseny | 4:56:33 (+2:37) | 18.      |
| Kaspars Ozers     | Mezőnyverseny | 4:56:43 (+2:47) | 22.      |
| Juris Silovs      | Mezőnyverseny | 4:56:44 (+2:48) | 31.      |
| Dainis Ozols      | Mezőnyverseny | 4:56:51 (+2:55) | 92.      |
| Romāns Vainšteins | Mezőnyverseny | 4:56:54 (+2:58) | 106.     |

### Pálya-kerékpározás
Sprintversenyek
| Versenyző        | Versenyszám  | Selejtező | Selejtező | 1. forduló                    | Vigaszág               | Vigaszág | 2. forduló                     | Vigaszág               | Vigaszág | Nyolcaddöntő                | Vigaszág                                          | Vigaszág | Negyeddöntő          | 5–8. helyért           | 5–8. helyért | Elődöntő             | Döntő                | Helyezés |
| Versenyző        | Versenyszám  | Idő       | Hely.     | Ellenfél Győztes idő          | Ellenfelek Győztes idő | Hely.    | Ellenfél Győztes idő           | Ellenfelek Győztes idő | Hely.    | Ellenfél Győztes idő        | Ellenfelek Győztes idő                            | Hely.    | Ellenfél Győztes idő | Ellenfelek Győztes idő | Hely.        | Ellenfél Győztes idő | Ellenfél Győztes idő | Helyezés |
| ---------------- | ------------ | --------- | --------- | ----------------------------- | ---------------------- | -------- | ------------------------------ | ---------------------- | -------- | --------------------------- | ------------------------------------------------- | -------- | -------------------- | ---------------------- | ------------ | -------------------- | -------------------- | -------- |
| Viesturs Bērziņš | Férfi egyéni | 10,463    | 9.        | Martin Hrbáček (SVK) · 11,008 |                        |          | Roberto Chiappa (ITA) · 11,044 |                        |          | Jens Fiedler (GER) · 10,808 | Frédéric Magné (FRA) · Pavel Buráň (CZE) · 10,975 | 3.       | kiesett              | kiesett                | kiesett      | kiesett              | kiesett              | kiesett  |

Időfutam
| Név           | Versenyszám  | Idő      | Helyezés |
| ------------- | ------------ | -------- | -------- |
| Ainārs Ķiksis | Férfi egyéni | 1:05,457 | 8.       |

## Ökölvívás
| Versenyző      | Versenyszám | Selejtező                     | Nyolcaddöntő      | Negyeddöntő       | Elődöntő          | Döntő             | Helyezés |
| Versenyző      | Versenyszám | Ellenfél Eredmény             | Ellenfél Eredmény | Ellenfél Eredmény | Ellenfél Eredmény | Ellenfél Eredmény | Helyezés |
| -------------- | ----------- | ----------------------------- | ----------------- | ----------------- | ----------------- | ----------------- | -------- |
| Romans Kuklins | Nehézsúly   | Szjarhej Dicskov (BLR) · 6–16 | kiesett           | kiesett           | kiesett           | kiesett           | 17.      |

## Öttusa
| Versenyző           | Lövészet | Lövészet | Lövészet | Úszás   | Úszás | Úszás | Vívás    | Vívás | Vívás  | Lovaglás | Lovaglás | Lovaglás | Lovaglás | Futás     | Futás | Futás | Összesen    | Összesen |
| Versenyző           | Pontszám | Pont     | Hely.    | Idő     | Pont  | Hely. | Eredmény | Pont  | Hely.  | Idő      | Hibapont | Pont     | Hely.    | Idő       | Pont  | Hely. | Összes pont | Helyezés |
| ------------------- | -------- | -------- | -------- | ------- | ----- | ----- | -------- | ----- | ------ | -------- | -------- | -------- | -------- | --------- | ----- | ----- | ----------- | -------- |
| Vjačeslavs Duhanovs | 173      | 1012     | 20.**    | 3:23,29 | 1248  | 17.   | 15–16    | 790   | 18.*** | 1:09,02  | 150      | 950      | 18.      | 13:13,380 | 1186  | 17.   | 5186        | 22.      |

** - két másik versenyzővel azonos eredményt ért el

*** - három másik versenyzővel azonos eredményt ért el

## Sportlövészet
Férfi
| Versenyző         | Versenyszám          | Selejtező | Selejtező | Döntő   | Döntő    |
| Versenyző         | Versenyszám          | Pont      | Helyezés  | Pont    | Helyezés |
| ----------------- | -------------------- | --------- | --------- | ------- | -------- |
| Afanasijs Kuzmins | Légpisztoly          | 574       | 29.**     | kiesett | kiesett  |
| Afanasijs Kuzmins | Gyorstüzelő pisztoly | 585       | 10.       | kiesett | kiesett  |
| Boriss Timofejevs | Skeet                | 122       | 4.*       | 145     | 6.       |

* - két másik versenyzővel azonos eredményt ért el

** - hat másik versenyzővel azonos eredményt ért el

## Súlyemelés
| Versenyző          | Versenyszám | Szakítás | Szakítás | Lökés    | Lökés    | Összesen | Helyezés |
| Versenyző          | Versenyszám | Eredmény | Helyezés | Eredmény | Helyezés | Összesen | Helyezés |
| ------------------ | ----------- | -------- | -------- | -------- | -------- | -------- | -------- |
| Vladimirs Morozovs | 54 kg       | 100,0    | 18.*     | 122,5    | 19.      | 222,5    | 19.      |
| Dainis Zīlītis     | 83 kg       | 145,0    | 15.      | 167,5    | 15.      | 312,5    | 15.      |
| Ivars Zdanovskis   | 99 kg       | 150,0    | 22.      | 187,5    | 18.*     | 337,5    | 20.      |
| Viktors Ščerbatihs | 108 kg      | 177,5    | 8.*      | 212,5    | 10.*     | 390,0    | 10.      |
| Raimonds Bergmanis | +108 kg     | 177,5    | 10.*     | 225,0    | 10.      | 402,5    | 9.       |

* - másik versenyzővel azonos eredményt ért el

## Torna
Női
| Versenyző      | Versenyszám      | Selejtező | Selejtező | Döntő    | Döntő    |
| Versenyző      | Versenyszám      | Pontszám  | Helyezés  | Pontszám | Helyezés |
| -------------- | ---------------- | --------- | --------- | -------- | -------- |
| Ludmila Prince | Talaj            | 18,912    | 53.       | kiesett  | kiesett  |
| Ludmila Prince | Ugrás            | 19,012    | 42.       | kiesett  | kiesett  |
| Ludmila Prince | Felemás korlát   | 18,150    | 80.       | kiesett  | kiesett  |
| Ludmila Prince | Gerenda          | 17,112    | 82.       | kiesett  | kiesett  |
| Ludmila Prince | Egyéni összetett | 73,186    | 58.       | kiesett  | kiesett  |

## Úszás
Férfi
| Versenyző          | Versenyszám    | Előfutam | Előfutam | Előfutam | Döntő   | Döntő   | Döntő   | Helyezés |
| Versenyző          | Versenyszám    | Idő      | Hely.    | Össz.    | Típus   | Idő     | Hely.   | Helyezés |
| ------------------ | -------------- | -------- | -------- | -------- | ------- | ------- | ------- | -------- |
| Artūrs Jakovļevs   | 100 m pillangó | 56,62    | 3.       | 49.      | kiesett | kiesett | kiesett | kiesett  |
| Valērijs Kalmikovs | 200 m mell     | 2:17,07  | 1.       | 17.      | B       | 2:16,23 | 5.      | 13.      |
| Valērijs Kalmikovs | 200 m vegyes   | 2:06,16  | 3.       | 21.      | kiesett | kiesett | kiesett | kiesett  |
| Valērijs Kalmikovs | 400 m vegyes   | 4:28,04  | 6.       | 18.      | kiesett | kiesett | kiesett | kiesett  |

Női
| Versenyző           | Versenyszám | Előfutam | Előfutam | Előfutam | Döntő   | Döntő   | Döntő   | Helyezés |
| Versenyző           | Versenyszám | Idő      | Hely.    | Össz.    | Típus   | Idő     | Hely.   | Helyezés |
| ------------------- | ----------- | -------- | -------- | -------- | ------- | ------- | ------- | -------- |
| Agnese Ozoliņa      | 50 m gyors  | 27,65    | 7.       | 47.      | kiesett | kiesett | kiesett | kiesett  |
| Margarita Kalmikova | 200 m mell  | 2:39,63  | 3.       | 34.      | kiesett | kiesett | kiesett | kiesett  |

## Vitorlázás
Férfi
| Versenyző  | Versenyszám     | Futam | Futam | Futam | Futam | Futam | Futam | Futam | Futam | Futam | Pontszám | Helyezés |
| Versenyző  | Versenyszám     | 1     | 2     | 3     | 4     | 5     | 6     | 7     | 8     | 9     | Pontszám | Helyezés |
| ---------- | --------------- | ----- | ----- | ----- | ----- | ----- | ----- | ----- | ----- | ----- | -------- | -------- |
| Ansis Dāle | Szörfvitorlázás | 24    | 25    | (29)  | 20    | 6     | 22    | 24    | (29)  | 13    | 134,0    | 20.      |

Női
| Versenyző    | Versenyszám     | Futam | Futam | Futam | Futam | Futam | Futam | Futam | Futam | Futam | Pontszám | Helyezés |
| Versenyző    | Versenyszám     | 1     | 2     | 3     | 4     | 5     | 6     | 7     | 8     | 9     | Pontszám | Helyezés |
| ------------ | --------------- | ----- | ----- | ----- | ----- | ----- | ----- | ----- | ----- | ----- | -------- | -------- |
| Ilona Dzelme | Szörfvitorlázás | (20)  | 19    | 20    | 15    | 17    | (25)  | 17    | 17    | 8     | 113,0    | 18.      |